# Hydra liriosoma
Hydra liriosoma is een hydroïdpoliep uit de familie Hydridae. De poliep komt uit het geslacht Hydra. Hydra liriosoma werd in 1987 voor het eerst wetenschappelijk beschreven door Campbell. 